# Tiglieto
Tiglieto est une commune italienne de la ville métropolitaine de Gênes, dans la région de Ligurie. Dans cette commune, un monastère cistercien a été fondé en 1120.

## Administration
| Période                                  | Période  | Identité         | Étiquette | Qualité |
| ---------------------------------------- | -------- | ---------------- | --------- | ------- |
| 27 mai 2019                              | En cours | Giorgio Leoncini |           |         |
| Les données manquantes sont à compléter. |          |                  |           |         |

### Hameaux
Acquabuona

### Communes limitrophes
Campo Ligure, Gênes, Masone, Molare, Ponzone, Rossiglione, Sassello, Urbe